# Beis Jaakow
Beis Jaakow (z hebr. Dom Jakuba) – system szkół przeznaczonych dla dziewcząt pochodzących z ortodoksyjnych środowisk żydowskich; zwykle popołudniowych.

## Historia
Pierwsza szkoła Beis Jaakow powstała w Krakowie w 1917 roku z inicjatywy Sary Szenirer. Celem było szerzenie oświaty religijnej wśród kobiet pozbawionych dotychczas zorganizowanej edukacji. Szenirer uzyskała poparcie kobiet ze znaczących domów ortodoksyjnych. Pierwszymi uczennicami były córki klientek Sary Szenirer, która przedtem była krawcową. W szkole wykładano przedmioty religijne (Tora, halacha) i uczono praktycznego przygotowania do życia. W niektórych szkołach z czasem wprowadzono przedmioty świeckie: język polski, historię i geografię. Ruch Beis Jaakow rozwijał się głównie dzięki pierwszym absolwentkom, a potem dzięki wsparciu ortodoksyjnych działaczy oświatowych. W 1927 roku – również w Krakowie – powstało seminarium dla nauczycielek szkół Beis Jaakow. Na jego otwarciu przemawiał poseł Aaron Lewin. Wykładowcy seminarium pochodzili z Niemiec i Szwajcarii – wszyscy mieli wykształcenie uniwersyteckie. W 1937 roku Beis Jaakow liczyła już 38 tysięcy uczennic w 250 szkołach na terenie Polski. Szkoły zyskały poparcie partii Agudat Israel oraz wpływowych osobistości: Mojżesza Deutschera, rabina Israela Meira Kagana, zwanego Chofec Chaimem, rodu Alterów z Góry Kalwarii.
Po II wojnie światowej system szkół szybko rozwinął się w USA, Kanadzie i w Izraelu. Szkoły Beis Jaakow (od szkół podstawowych po seminaria) funkcjonują we wszystkich dużych gminach żydowskich na całym świecie.

## Lokalizacja szkół
Szkoły Beis Jaakow funkcjonują w miastach, gdzie znajdują się duże społeczności ortodoksyjnych żydów, jak Nowy Jork, Montreal, Miami, Chicago, Los Angeles, Baltimore, Denver, St. Louis, Toronto, Lakewood, Monsey, a także w wielu miastach Izraela. W Europie niektóre szkoły wzorują się na systemie Beis Jaakow, m.in. w Londynie, Manchesterze, Antwerpii czy Moskwie.

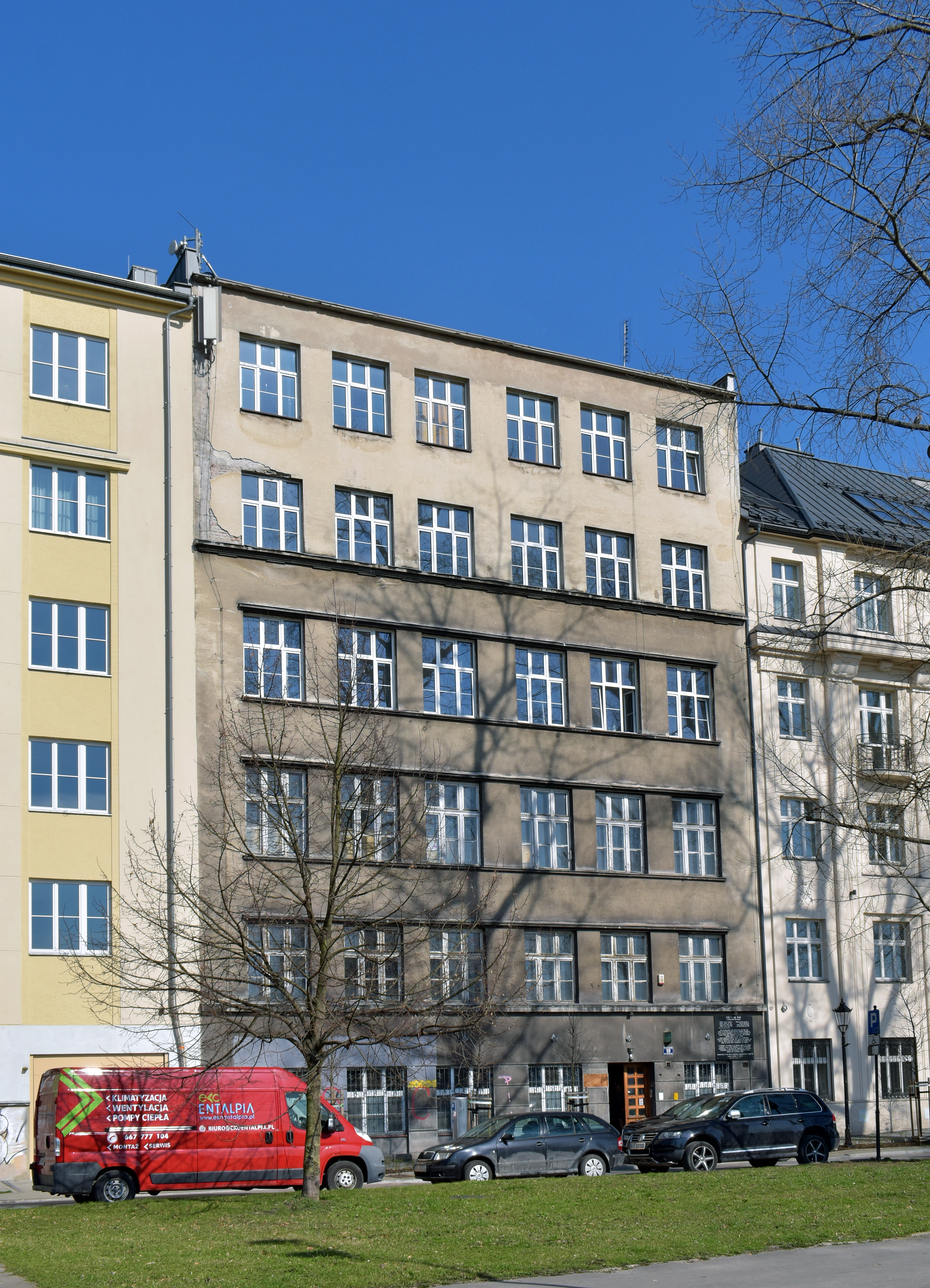
Szkoła Bet Jakow Kraków ul. św. Stanisława 10.
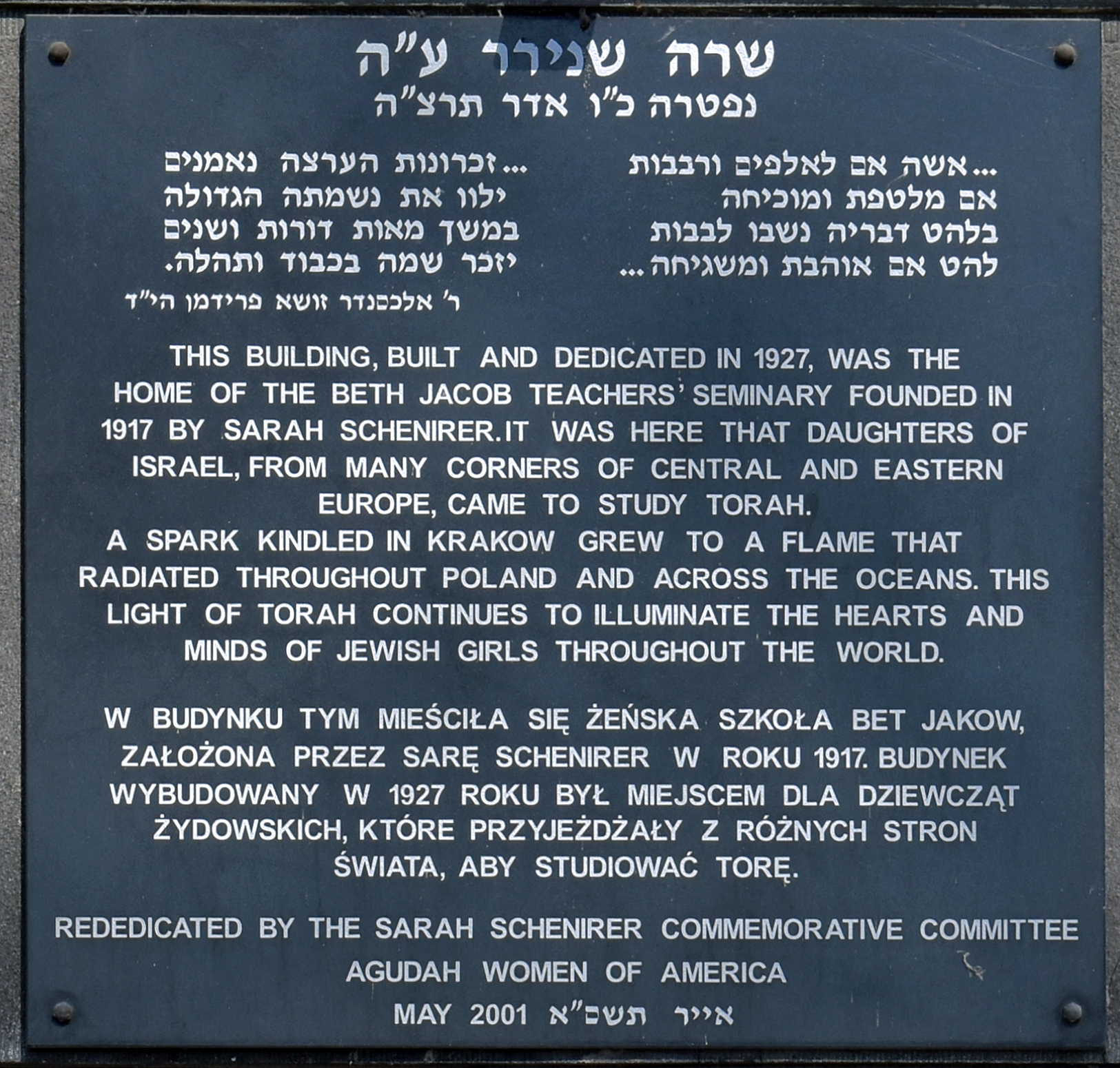
Tablica na szkole upamiętniająca Sarę Szenirer.
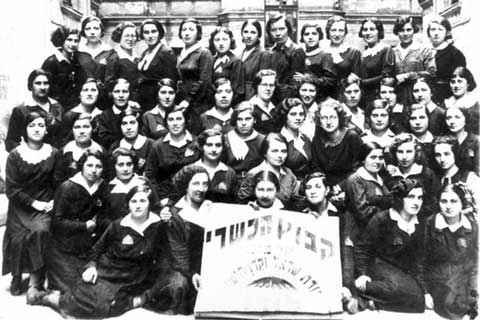
Druga z kolei klasa kończąca szkołę Bejs Jaakow w Łodzi, 1934.
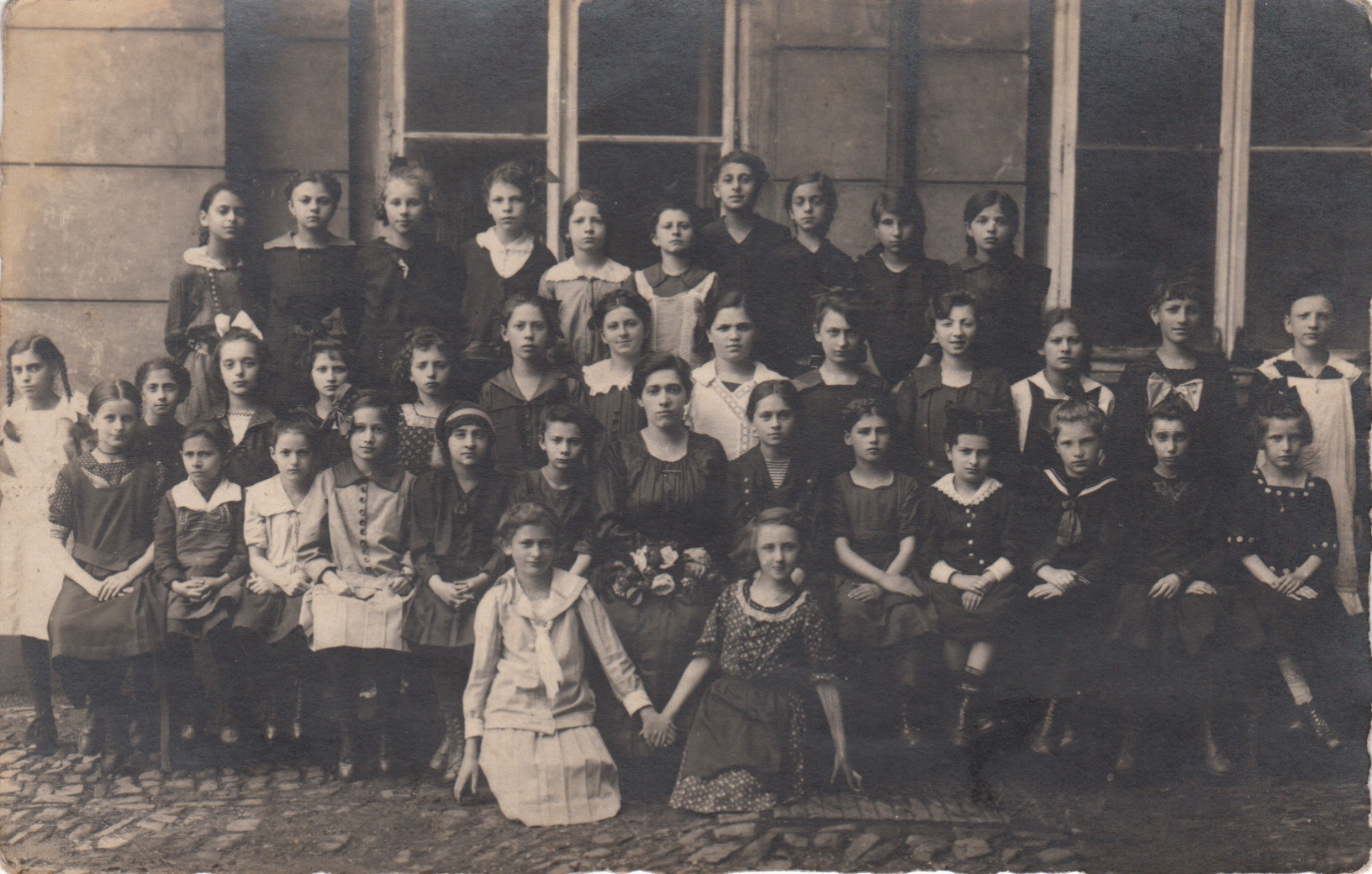
Klasa 5 szkoły ortodoksyjnej dla dziewcząt Beis Jaakow w Bielsku ok. 1938.